# Somchai Wongsawat

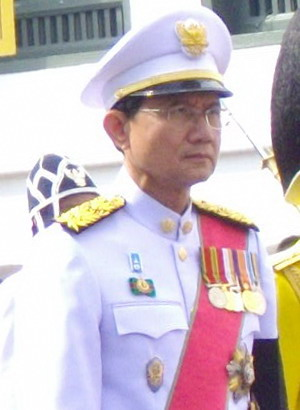
Somchai Wongsawat

Somchai Wongsawat (Thai: สมชาย วงศ์สวัสดิ์, Aussprache: [sǒmʨʰaːj woŋsàwát]; * 31. August 1947 in der Provinz Nakhon Si Thammarat, Süd-Thailand) war vom 17. September 2008 bis zum 2. Dezember 2008 Premierminister von Thailand.
Somchai Wongsawat ist verheiratet mit Yaowapha Wongsawat (Thai: เยาวภา วงศ์สวัสดิ์), einer Schwester von Thaksin Shinawatra.

## Leben und Karriere

### Jurist
Im Jahr 1970 schloss Somchai Wongsawat sein Studium an der Thammasat-Universität in Bangkok mit einem Bachelor of Laws ab. Im Jahr 1973 wurde er Rechtsanwalt. Im Jahre 1975 wurde er zum Richter ernannt. Im Jahr 1986 ernannte man Somchai zum vorsitzenden Richter der thailändischen Provinz Phang Nga. Nach verschiedenen Stationen als Richter, dann vorsitzender Richter an verschiedenen Provinzgerichten ist er erst Richter, schließlich im Jahr 1997 dann vorsitzender Richter eines Berufungsgerichtes geworden.

### Politische Karriere
1999 bis 2006 war er Staatssekretär im Thailändischen Justizministerium, von März bis September 2006 im Arbeitsministerium.
Im Jahr 2002 erwarb er den Master in öffentlicher Verwaltung am Thailändischen Nationalen Institut für wirtschaftliche Entwicklung. Seit 2007 ist Somchai stellvertretender Vorsitzender der Phak Palang Prachachon (PPP, etwa: „Volksmachtpartei“) und Mitglied des Parlaments.
Im Februar 2008 wurde Somchai Erziehungsminister und stellvertretender Premierminister im Kabinett von Samak Sundaravej. In letzterer Eigenschaft wurde er Anfang September 2008 zunächst kommissarischer Premier, nachdem Samak durch ein Urteil des Verfassungsgerichts des Amtes enthoben wurde. Am 17. September wurde Somchai vom thailändischen Parlament zum neuen Premierminister gewählt. Am 2. Dezember 2008 ordnete das Verfassungsgericht jedoch wegen angeblichen Wahlbetrugs die Auflösung der regierenden Partei Phak Palang Prachachon an und untersagte Somchai und weiteren führenden PPP-Politikern eine politische Tätigkeit in den kommenden fünf Jahren.